# Alpinia regia
Alpinia regia là một loài thực vật có hoa trong họ Gừng. Loài này được K.Heyne ex R.M.Sm. mô tả khoa học đầu tiên năm 1977.